# Menouville
Menouville é uma comuna francesa na região administrativa da Ilha de França, no departamento do Vale do Oise. Estende-se por uma área de 2.78 km². Em 2010 a comuna tinha 61 habitantes (densidade: 21,9 hab./km²).